# GP2X
GP2X — портативный мультимедийный проигрыватель с функциями эмуляции, использующий программное обеспечение с открытым исходным кодом, основанное на Linux. Производится GamePark Holdings (GPH), основанной бывшими работниками Game Park. Её предшественником можно считать GP32 которая разрабатывалась Game Park. Наследником устройства являются GP2X Wiz и GP2X Caanoo.

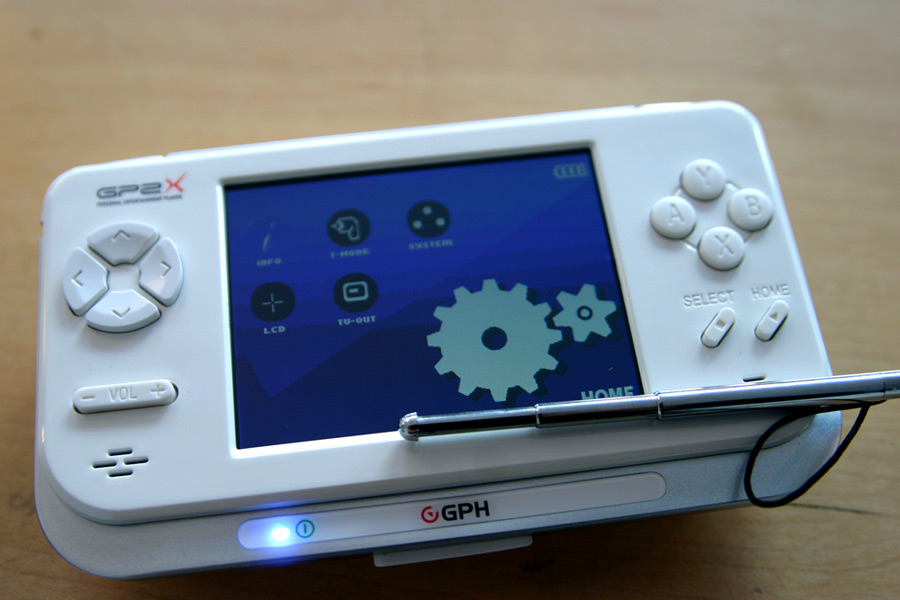
Новая модель GP2X F200

Устройство выпускалось в двух вариантах:
- GP2X F100 — базовая модель, выпущена 10 ноября 2005 года, только в Южной Корее
- GP2X F200 — модель с D-pad и сенсорным экраном; выпущена 30 октября 2007 года[1]

## Спецификации
- Чипсет: MagicEyes MMSP2 MP2520F System-on-a-Chip
- Процессор: 200 МГц ARM920T host, 200 МГц ARM940T
- NAND Flash ПЗУ: 64 Мбайт
- ОЗУ: SDRAM 64 MiB
- ОС: на основе ядра Linux
- Память: SD Card
- Подключение к ПК: USB 2.0 High Speed
- USB Хост: USB 1.1
- Питание: 2 × AA батарейки или AC адаптер
- Экран: 320×240, 3,5 дюймов, 260 000 цветов, ЖК
- TV выход (с расширяемым разрешением вплоть до 720×480 пикселей)
- Размеры: 143,6 × 82,9 × 27 мм (без джойстика, 34 мм с джойстиком)
- Вес: 161 г (без батареек)

## Мультимедийные возможности

### Видеофайлы
- Видеоформаты: DivX 3/4/5, Xvid (MPEG-4)
- Контейнеры: AVI, OGM (WMA и MPG)
- Максимальное разрешение: 720 × 480

### Аудиофайлы
- Аудиоформаты: MP3, Vorbis
- Каналы: стерео
- Частота: 20 Гц — 20 кГц
- Sample Resolution/Rate: 16bit/8-48 kHz
- Эквалайзер с предустановками «Normal», «Classic», «Rock», «Jazz», «Pop»

### Эмуляция
GP2X может эмулировать такие системы, как: Game Boy Advance, Mega CD, Neo Geo, Sega Genesis, Master System, Game Gear, Commodore 64, NES, PC-engine/TurboGrafx 16 и другие.